# Toretsk
Pour les articles homonymes, voir Dzerjinsk.
Toretsk (en russe : Торецк ; en ukrainien : Торецьк) est une ville minière de l'oblast de Donetsk, en Ukraine. Sa population s'élevait à 42 habitants en 2025.

## Géographie
Toretsk est située dans la région industrielle du Donbass, à 44 km au nord de Donetsk, la gare de Phenol est à 7km sur le territoire de Niou-Iork, la rivière Krivyï Torets sur le flanc sud de la ville. Elle se trouve à 179 mètres d'altitude, sur les rebords du Plateau du Donets, où la rivière Krivyï Torets prend sa source.
L'agglomération de Toretsk est également traversée par le Canal Siversky Donets-Donbass, qui relie la rivière Donets au fleuve Kalmious. Ce canal alimente en eau potable une part du Donbass ainsi que les nombreuses industries de la région.
Toretsk fait partie de l'agglomération Horlivka – Ienakiieve, qui comptait 782 700 habitants en 2001.

## Histoire

### Origine
La ville s'est développée à partir du milieu du XIXe siècle lorsque l'exploitation du charbon a commencé. Elle s'est appelée Chtcherbynivka (en ukrainien : Щербинівка) ou Chtcherbinovka (en russe : Щерби́новка).

### XXesiècle
En 1938, elle reçoit le statut de ville et est renommée Dzerjynsk en l'honneur de l'ancien chef du NKVD, la police secrète soviétique, Félix Dzerjinski. La ville connaît une importante activité minière qui est à l'origine d'une forte pollution.

### XXIesiècle
À l'élection présidentielle de 2004, la ville vote massivement en faveur de Viktor Ianoukovytch qui obtient 95,99 % des voix, contre seulement 2,21 % pour Viktor Iouchtchenko.
Cette ville, qui est russophone, mais de majorité ethnique ukrainienne selon le recensement de 2001, se range du côté des séparatistes pro-russes en mars 2014, avant d'être reprise par le 17e bataillon d'infanterie motorisé distinct de l'armée ukrainienne commandé par Oleksandr Chtcherbina, le 21 juillet suivant.
Le 16 octobre 2015, dans le cadre des lois de décommunisation, le conseil municipal décide de renommer la ville en Toretsk.
En juin 2024, Toretsk a subi une pression russe accrue, dans le cadre d'une nouvelle campagne visant à capturer la ville et ses villages environnants.
Depuis octobre 2024, la Russie contrôle totalement ou presque complètement les colonies de la périphérie est de Toretsk, Pivnichne, Zalizne, Druzhba et Pivdenne, tout en avançant également vers le centre de Toretsk . Au milieu des violents combats, la population de la ville est tombée à environ 1 600 habitants .

## Population
Toretsk connaît une diminution de sa population parmi les plus fortes d'Ukraine. Le taux de natalité est particulièrement faible et le solde migratoire est fortement déficitaire.
La langue ukrainienne est utilisée dans la vie quotidienne par 21,5 pour cent de la population[réf. nécessaire].
Recensements ou estimations de la population :
| 1923* | 1926*  | 1939*  | 1959*  | 1970*  | 1979*  |
| ----- | ------ | ------ | ------ | ------ | ------ |
| 6 320 | 12 606 | 31 750 | 44 835 | 46 818 | 44 502 |

| 1989*  | 2001*  | 2010   | 2011   | 2012   | 2013   |
| ------ | ------ | ------ | ------ | ------ | ------ |
| 50 538 | 43 371 | 36 835 | 36 324 | 35 899 | 35 296 |

| 2014   | 2015   | 2016   | 2017   | 2018   | 2019   |
| ------ | ------ | ------ | ------ | ------ | ------ |
| 34 750 | 34 378 | 33 864 | 33 455 | 32 873 | 32 373 |

| 2020   | 2022   | - | - | - | - |
| ------ | ------ | - | - | - | - |
| 32 027 | 30 914 | - | - | - | - |

### Personnalités
Nikolaï Ryjkov (1929-2024), homme d'État soviétique y est né.

## Galerie d'images

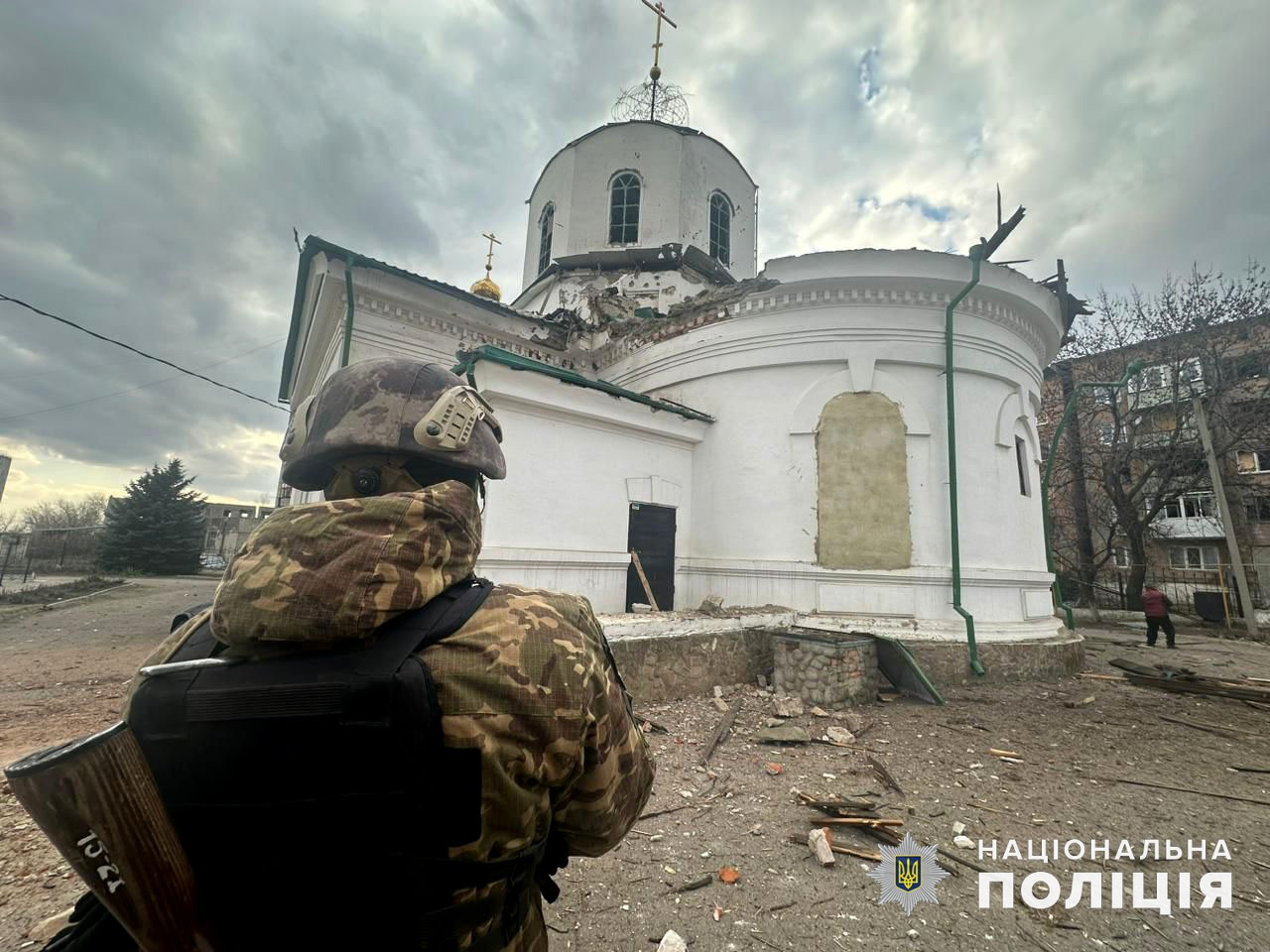
Vue de l'église Saint-Macaire touchée par un bombardement le 9 mars 2024.
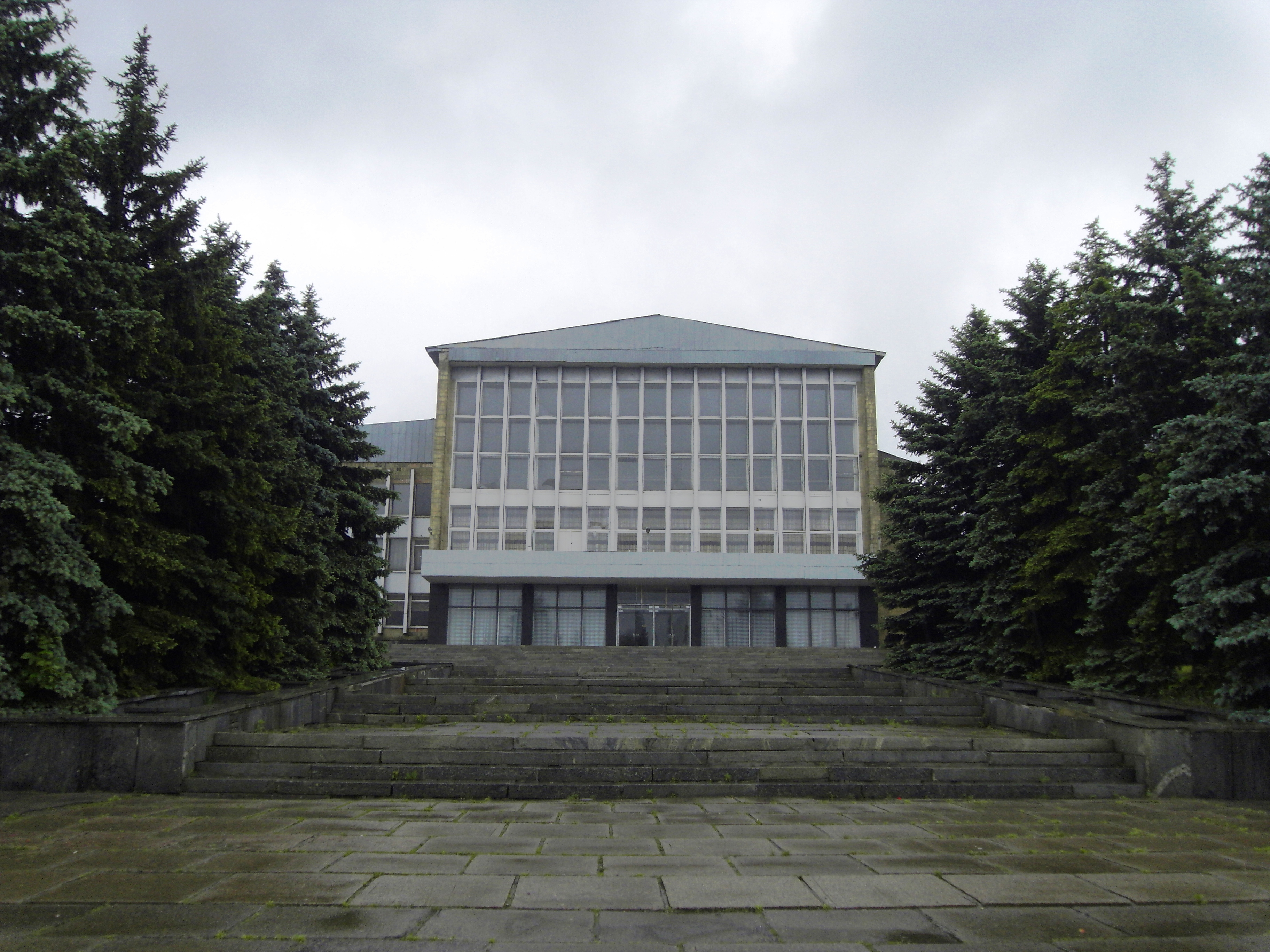
Maison de la culture.
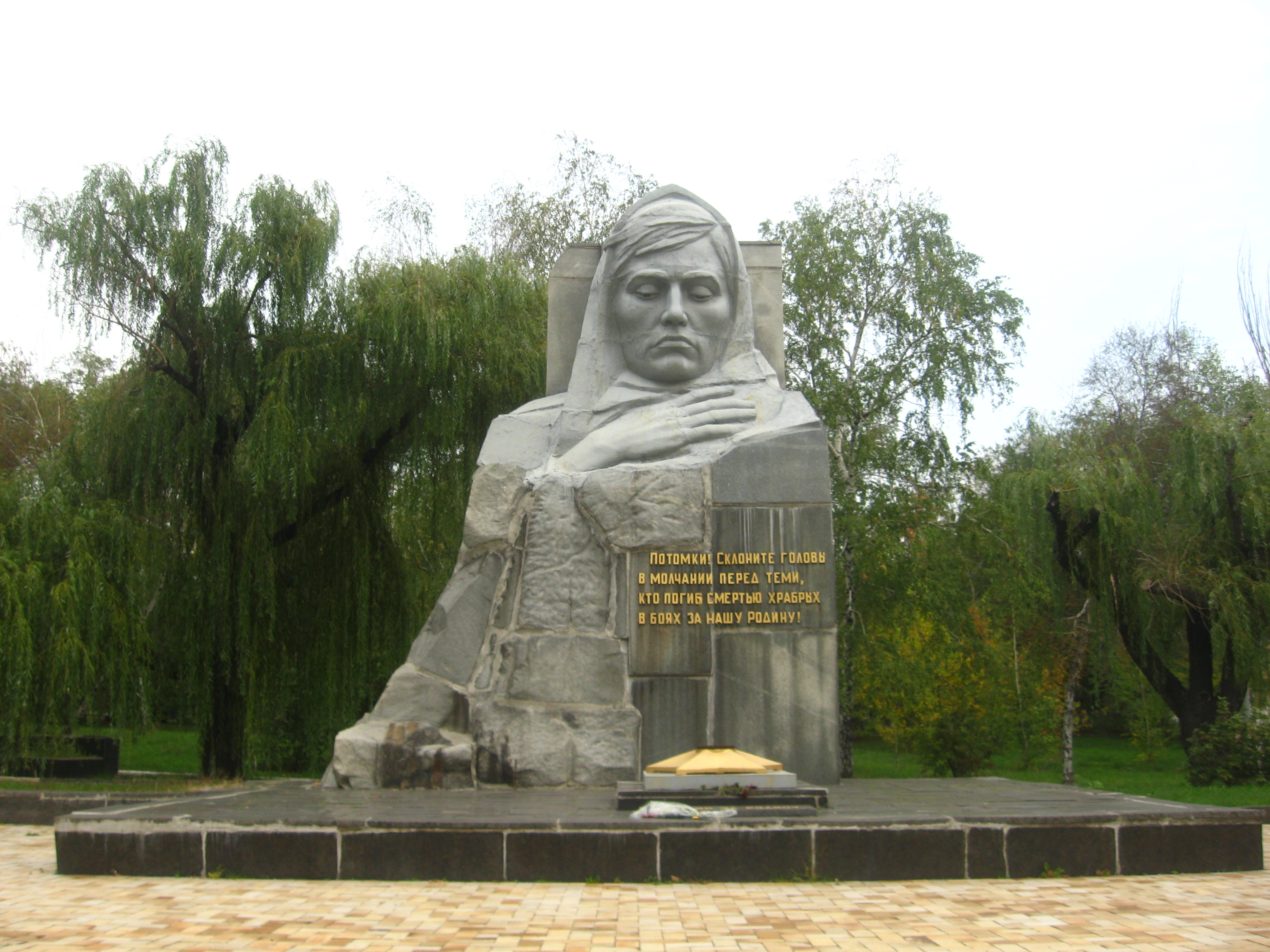
Monument aux morts de la Grande Guerre patriotique, classé[8].
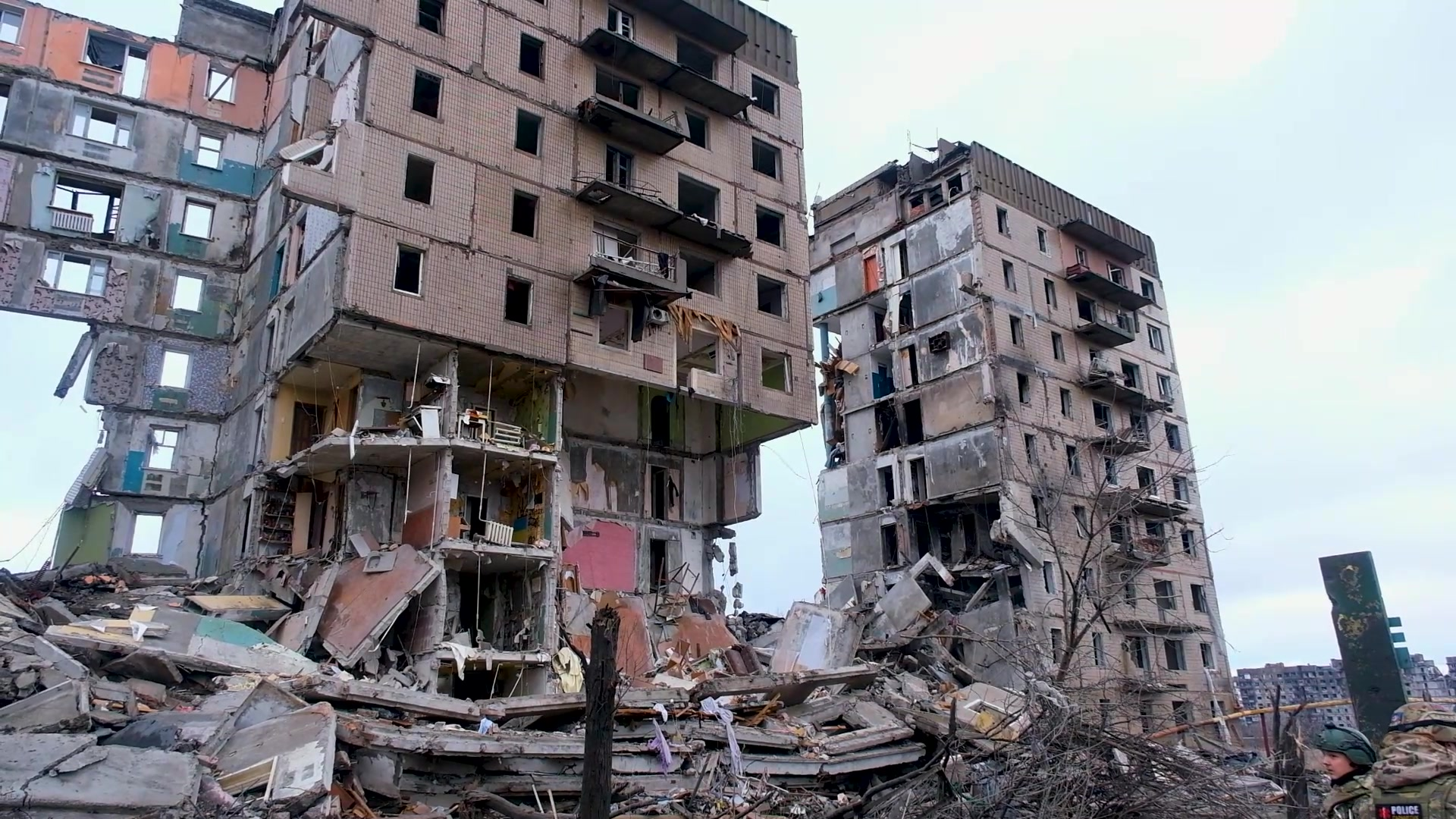
Immeuble d'habitation le 28 décembre 2023.